# Украинский фронт (1939)
Украинский фронт 1939 года — оперативно-стратегическое объединение в Красной Армии Вооружённых Сил Союза Советских Социалистических Республик. Образован 11 сентября 1939 года на юго-западном направлении для занятия территории Западной Украины.

## История
11 сентября в период подготовки военного похода советских войск в Западную Украину из управления Киевского Особого военного округа (далее КОВО) было выделено Полевое управление округа для руководства войсками Украинского фронта (далее УФ).
Командующим войсками фронта назначен командующий войсками КОВО командарм 1-го ранга С. К. Тимошенко, заместителем командующего войсками фронта назначен заместитель командующего войсками КОВО комкор Ф. С. Иванов, членами Военного совета фронта назначены член Военного совета КОВО корпусной комиссар В. Н. Борисов и Секретарь ЦК КП(б)У Н. С. Хрущёв, начальником штаба фронта назначен начальник штаба КОВО комдив Н. Ф. Ватутин, начальником Политического управления фронта назначен начальник Политического управления КОВО бригадный комиссар С. П. Поляков, начальником артиллерии фронта назначен начальник артиллерии КОВО комбриг Н. Д. Яковлев, начальником автобронетанковых войск фронта назначен начальник автобронетанковых войск КОВО комбриг Я. Н. Федоренко, начальником военно-воздушных сил фронта назначен начальник военно-воздушных КОВО комкор Ф. А. Астахов. В командование войсками Киевского военного округа (далее КВО) вступил заместитель командующего войсками КОВО комкор В. Ф. Герасименко, член Военного совета КОВО бригадный комиссар С. К. Кожевников стал членом Военного совета КВО. Управление и штаб округа в городе Киеве.,,
14 сентября Военному совету КОВО направляется директива Народного комиссара обороны СССР Маршала Советского Союза К. Е. Ворошилова и Начальника Генерального штаба РККА командарма 1-го ранга Б. М. Шапошникова за № 16634 о начале наступления против Польши. В директиве поставлена задача к исходу 16 сентября скрытно сосредоточить войска и быть готовыми к наступлению имея целью молниеносным ударом разгромить противостоящие польские войска.
14 сентября Военному совету КОВО и Военному совету Киевского пограничного округа НКВД была направлена совместная директива № 16662 Народного комиссара обороны СССР Маршала Советского Союза К. Е. Ворошилова и Народного комиссара внутренних дел Комиссара Государственной безопасности Л. П. Берия о порядке взаимодействия пограничных войск НКВД и полевых войск Красной Армии. Директива определяла время перехода пограничных войск в подчинение командованию Красной Армии с момента перехода государственной границы для действий на территории противника.
16 сентября из войск Житомирской, Винницкой, Кавалерийской армейских групп Киевского Особого военного округа образованы Шепетовская, Волочиская и Каменец-Подольская армейские группы Украинского фронта. Одесская армейская группа без изменений вошла в состав фронта.
В состав фронта включались: Винницкая, Житомирская, Каменец-Подольская, Киевская, Кировоградская, Николаевская, Одесская, Черниговская области и Молдавская АССР.
17 сентября войска фронта вошли в состав Действующей армии.
УФ имел состав:
- Шепетовская армейская группа:

- 15-й стрелковый корпус (60-я, 87-я, 45-я сд);
- 8-й стрелковый корпус (81-я,44-я сд, 36-я лтбр).;

- Волочиская армейская группа:

- 17-й стрелковый корпус (96-я, 97-я сд, 38-я лтбр, 10-я ттбр);
- 2-й кавалерийский корпус (3-я, 5-я, 14-я кд, 24-я лтбр).;

- Каменец-Подольская армейская группа:

- 13-й стрелковый корпус (72-я, 99-я сд);
- 4-й кавалерийский корпус (32-я, 34-я кд, 26-я лтбр);
- 5-й кавалерийский корпус (9-я, 16-я кд, 23-я лтбр);
- 25-й танковый корпус (4-я лтбр, 5-я лтбр, 1-я мспбр).;

- Одесская армейская группа:

- 6-й стрелковый корпус (95-я, 51-я, 15-я сд);
- 35-й стрелковый корпус.

В ходе военного похода произошли изменения в составе и наименованиях армейских групп.
18 сентября Шепетовская армейская группа переименована в Северную армейскую группу.,
20 сентября Каменец-Подольская армейская группа переименована в Южную армейскую группу.,
24 сентября Волочиская армейская группа переименована в Восточную армейскую группу., Южная армейская группа переименована в 12-ю армию.,
26 сентября Народный комиссар обороны СССР издал приказ от 26 сентября 1939 г. № 0053 об именовании Полевого управления КОВО Управлением Украинского фронта; о доведении в г. Киеве управления КВО до необходимого штата; о подчинении Управления КВО командующему войсками УФ. Командовал управлением КВО комдив Герасименко.,
28 сентября фронт имел следующий состав: 5-я армия (штаб в г. Луцке), 6-я армия (штаб в г. Львове), 12-я армия (штаб в г. Станиславове), Одесская армейская группа (управление в г. Одесса) (или 13-я армия.) и Кавалерийская армейская группа.
Войска фронта вышли из состава Действующей армии. Наступила мирная фаза военной операции.
Заключён германо-советский договор о государственной границе.,
29 сентября
В ходе последнего раунда переговоров с 1.00 до 5.00 29 сентября были подготовлен и подписан договор о дружбе и границе между СССР и Германией.
В 8.00 штаб фронта получил распоряжение № 625 от командования Красной Армии об остановке войск на достигнутых рубежах до 18.00.
В 18.00 войска фронта остановились на достигнутых рубежах: Пугачув — Пяски — Пиотркув — Кржемень — Билгорай — Перемышль — верховья р. Сан.
30 сентября
В газете ЦК ВКП(б) «Правда» от 30 сентября 1939 г. была опубликована информация о германо-советском договоре и визите министра иностранных дел фашистской Германии Риббентропа. Во время отъезда из г. Москвы Риббентроп сказал, что германо-советская дружба установлена окончательно, оба государства желают, чтобы мир был восстановлен, чтобы Англия и Франция прекратили борьбу против Германии. Но если в этих странах возьмут верх поджигатели войны, то Германия и СССР будут знать, как ответить на этот вызов.
Военный совет фронта издал приказы для Военных советов армий о начертании советско-германской границы, которые в свою очередь издали приказы для командиров корпусов и иных командиров соединений и воинских частей.
Командующий войсками 5-й армии издал приказ № 007 об эвакуации железнодорожных составов, грузов из железнодорожных пакгаузов, хлеба из элеваторов, помещичьих гуртов скота и продовольствия, конных заводов и ферм, продукцию сахарных заводов, весь автотранспорт, всё трофейное имущество (оружие, горючее, обозно-вещевое, химическое имущество и имущество связи, продовольствие и т. п.).
1 октября Политбюро ЦК ВКП(б) приняло программу по вхождению Западной Украины и Западной Белоруссии в состав СССР. Было решено созвать Украинское и Белорусское народные собрания во Львове и Белостоке, днём выборов определено 22, а днём созыва собраний — 26 октября. Инициативу по созыву Народного собрания и создания Комитета по организации выборов в Западной Украине должно было взять на себя Временное управление г. Львова.
Военный совет фронта получил указание об оказании помощи местным временным органам самоуправления в подготовке выборов в Народное собрание Украины. Политические органы армий, корпусов, дивизий и полков получили соответствующие указания от Военного совета фронта.
2 октября
Ко 2 октября фронт получил усиление войсками.
В 15.50 начались новые переговоры военных представителей Советского Союза и Германии. Стороны подписали протокол: советские войска, остановившиеся на линии, достигнутой к 18.00 29 сентября 1939 года, начинают с утра 5 октября 1939 года отход на линию р. Игарка, Рзадовы, р. Волкушанка, д. Чарны Бруд, Щебра, Топилувка, далее на границе Восточной Пруссии до р. Писса, восточный берег р. Писса до её устья, восточный берег р. Нарев до деревни Островы (у Остроленка), Трошин, Стыленги, Соколове, Ростки, восточный берег р. Буг до деревни Ростки до устья р. Солокия, южный берег р. Солокия до Поддубце, далее от Поддубце на Любыча-Кролевска, Сандст, Залуже, Воля Олещицка, Синява, далее восточный берег р. Сан до её истоков, включая Ужокский перевал.
В 20.40 Военному Совету фронта от Наркома обороны СССР пришла директива № 083, о советско-германском протоколе. Военный совет фронта издали свои приказы для Военных советов армий.
Политуправление фронта издаёт директиву об организации эвакуации населения, бывших польских граждан, на советские территории через местные временные управления.
3 октября
В 1.30 Политуправление фронта получило директиву Политуправления РККА № 0271, в которой сообщалось, что Нарком обороны СССР дал указание пропустить на территорию СССР желающих эвакуироваться и порядок размещения эвакуируемых.
В 17.00 командующий войсками фронта получил приказ Наркома обороны СССР № 084 об эвакуации населения.
4 октября в Москве был подписан протокол с описанием границы от р. Игорка до Ужокского перевала.
5 октября
Начальник Генштаба отправил телеграмму № 090 Военному совету фронта о содержании советско-германского протокола с описанием советско-германской границы от р. Игорка до Ужокского перевала и дальнейших действиях военных.
До 5 октября войска фронта производили эвакуацию трофеев с территории, расположенной западнее установленной линии.
Войска фронта захватили 657 орудий и миномётов, 131 232 винтовок и карабинов, 5 242 пулемёта, 117 450 снарядов и мин, 20 млн патронов, 110 100 ручных гранат, 51 военный корабль и свыше 113 вспомогательных судов польского речного флота на р. Припять, 394 498 человек военнопленных (в их числе солдаты и офицеры Войска Польского, полицейские, жандармы, а также все лица, захваченные с оружием в руках).
Утром советские войска двух фронтов начали отход на линию р. Игарка, Рзадовы, р. Волкушанка, д. Чарны Бруд, Щебра, Топилувка, далее на границе Восточной Пруссии до р. Писса, восточный берег р. Писса до её устья, восточный берег р. Нарев до деревни Островы (у Остроленка), Трошин, Стыленги, Соколове, Ростки, восточный берег р. Буг до деревни Ростки до устья р. Солокия, южный берег р. Солокия до Поддубце, далее от Поддубце на Любыча-Кролевска, Сандст, Залуже, Воля Олещицка, Синява, далее восточный берег р. Сан до её истоков, включая Ужокский перевал.
11 октября Народный комиссар обороны СССР издал приказ № 00157 об изменении военного управления Красной Армии и распределении войск, входящих в состав фронтов и округов. В составе фронта оставались: Киевская, Винницкая, Житомирская и Каменец-Подольская области, включая в него Западную Украину. Включались в состав фронта все части, учреждения и заведения, расположенные на этой территории. Дислокация штаба фронта определялась в г. Киеве. Оставались в составе фронта армейские управления с дислокацией: 5-й армия — г. Луцке, 6-й армия — г. Львове, 12-й армия — г. Станиславе.
Из состава Украинского фронта выделялись ранее входившие в Киевский Особый военный округ: Одесская, Николаевская, Кировоградская, Черниговская области и Молдавская АССР. Из состава Харьковского военного округа выделялись ранее входившие Днепропетровская, Запорожская области и Крымская АССР. В состав Харьковского военного округа передавалась Черниговская область. Образовывался Одесский военный округ с дислокацией Управления округа в г. Одессе, в составе областей: Одесской, Николаевской, Кировоградской, Днепропетровской, Запорожской и Молдавской и Крымской АССР. В состав округа включались все части, учреждения и заведения, расположенные на этой территории. Формировались Управление Одесского военного округа, политическое управление округа, военная прокуратура и военный трибунал. Формирование Одесского военного округа необходимо завершить к 1 декабря 1939 г.
Через пункты пропуска 5-й и 6-й армий было эвакуировано почти 42 тыс. человек, из них 28 человек ушли на германскую сторону на западный берег Буга.
12 октября
В 16.43 командующий войсками фронта получил приказ наркома обороны СССР о сохранении в помещичьих усадьбах особняков, замков и зданий, представляющих культурную и историческую ценность, а для нужд войск занимать жилые дома, конюшни и постройки, имеющиеся при усадьбах.
С 5 по 12 октября советские войска двух фронтов были отведены за линию новой границы.
17 октября в составе фронта имелись 15, 6, 17, 13, 27, 36, 37-й ск, 45, 87, 60, 81, 97, 99, 96, 41, 44, 62, 72, 58-я сд численностью по 14000 чел., 131, 141, 80, 124, 146, 7, 135, 140, 169, 130-я сд численностью по 6000 чел.
21 октября
Политические органы армий, корпусов, дивизий и полков оказывали помощь волостным и уездным временным органам самоуправления в подготовке выборов в Народное собрание Украины. На избирательные участки были направлены коммунисты и комсомольцы для разъяснения населению Конституции СССР, положения о выборах в СССР, вопросов внутреннего и международного положения страны. Из частей 6-й армии было выделено около 3 тысяч агитаторов (). В г. Луцке разъяснительную работу вели 20 агитационных бригад, созданных политическим отделом 60-й стрелковой дивизии. Они провели 145 митингов и прочитали 200 докладов (). Агитаторы из 12-й армии организовали 400 собраний, митингов, около 3 тысяч раз выступили перед трудящимися (). Политическое управление фронта обеспечивало население газетами, политической литературой, листовками. На избирательных участках давали концерты коллективы красноармейской художественной самодеятельности.
23 октября Народный Комиссар Обороны СССР издал приказ от 23.10.1939 № 0160 О формировании управления Одесского военного округа. С этой целью используется управление Киевского военного округа, которое к 1 ноября 1939 г. в полном составе перемещается в г. Одессу. Командующим Одесским военным округом назначается комкор т. Болдин И. В. Управление Одесской армейской группы к 1 ноября 1939 г. перемещается в г. Станиславов и переименовывается в управление 12-й армии. Личный состав управления 12-й армии после сдачи дел новому управлению возвращается в г. Харьков, по месту прежней службы — управление Харьковского военного округа.
27—29 октября в г. Львове Народное Собрание Западной Украины приняло декларацию об установлении Советской власти в Западной Украине и о воссоединении её с Украинской ССР. Собрание обратилось с просьбой о включении её в состав Советского Союза.,
1—2 ноября Верховный Совет СССР удовлетворил просьбу Народного собрания Западной Украины.
14 ноября Народный комиссар обороны СССР издал приказ № 00177 «О переименовании полевых управлений Белорусского и Украинского фронтов в управления Белорусского особого военного округа и Киевского особого военного округа». Полевое управление Украинского фронта переименовывалось в Управление Киевского особого военного округа.,

## Командование
Командующий войсками фронта:
- С. К. Тимошенко.[1]

Член Военного совета:
- В. Н. Борисов, корпусной комиссар.[1]

Начальник штаба фронта:
- Н. Ф. Ватутин, комдив.[1]

## Состав
На 16.09.1939 г.:
- Шепетовская армейская группа:[3]

- Управление 15-го стрелкового корпуса, корпусные части:

- 60-я стрелковая дивизия.
- 45-я стрелковая дивизия.
- 87-я стрелковая дивизия.

- Управление 8-го стрелкового корпуса, корпусные части:

- 81-я стрелковая дивизия.
- 44-я стрелковая дивизия.
- 36-я легкотанковая бригада.

- Волочиская армейская группа:[3]

- Управление 17-го стрелкового корпуса, корпусные части:

- 96-я стрелковая дивизия.
- 97-я стрелковая дивизия.
- 38-я легкотанковая бригада.
- 10-я тяжёлая танковая бригада.

- Управление 2-го кавалерийского корпуса, корпусные части:

- 3-я кавалерийская дивизия.
- 5-я кавалерийская дивизия.
- 14-я кавалерийская дивизия.
- 24-я легкотанковая бригада.

- Каменец-Подольская армейская группа:[3]

- Управление 13-го стрелкового корпуса, корпусные части:

- 72-я стрелковая дивизия.
- 99-я стрелковая дивизия.

- Управление 4-го кавалерийского корпуса, корпусные части:

- 32-я кавалерийская дивизия
- 34-я кавалерийская дивизия.
- 26-я легкотанковая бригада.

- Управление 5-го кавалерийского корпуса, корпусные части:

- 9-я кавалерийская дивизия.
- 16-я кавалерийская дивизия.
- 23-я легкотанковая бригада.

- Управление 25-го танкового корпуса, корпусные части:
- 4-я легкотанковая бригада.
- 5-я лёгкотанковая бригада.
- 1-я моторизованная стрелково-пулемётная бригада.

- Одесская армейская группа:[3]

- Управление 6-го стрелкового корпуса, корпусные части:

- 95-я стрелковая дивизия.
- 15-я стрелковая дивизия.
- 51-я стрелковая дивизия.

- Управление 35-го стрелкового корпуса, корпусные части.

На 18.09.1939 г.:
- Северная армейская группа[3]
- Волочиская армейская группа[3]
- Каменец-Подольская армейская группа[3]
- Одесская армейская группа[3]

На 20.09.1939 г.:
- Северная армейская группа[3]
- Волочиская армейская группа[3]
- Южная армейская группа.[2],[3]
- Одесская армейская группа[3]

На 24.09.1939 г.:
- Северная армейская группа[3]
- Восточная армейская группа[3]
- 12-я армия[3]
- Одесская армейская группа[3]

На 28.09.1939 г.:
- 5-я армия (управление в г. Луцк)[3]
- 6-я армия (управление в г. Львов)[3]
- 12-я армия (управление в г. Станиславов)[3]
- Одесская армейская группа (управление в г. Одесса)[3] (13-я армия (СССР)[5])

На 2.10.1939:
- 5-я армия

- Управление 15-го стрелкового корпуса, корпусные части:

- 45-я стрелковая дивизия.
- 52-я стрелковая дивизия.
- 87-я стрелковая дивизия.

- Управление 8-го стрелкового корпуса, корпусные части:

- 81-я стрелковая дивизия.
- 44-я стрелковая дивизия.

- В резерве:

- 60-я стрелковая дивизия.
- 36-я легкотанковая бригада.
- 38-я легкотанковая бригада.

- 6-я армия

- Управление 6-го стрелкового корпуса, корпусные части:

- 7-я стрелковая дивизия.
- 41-я стрелковая дивизия.
- 140-я стрелковая дивизия.

- Управление 17-го стрелкового корпуса, корпусные части:

- 96-я стрелковая дивизия.
- 97-я стрелковая дивизия.
- 99-я стрелковая дивизия.

- Управление 2-го кавалерийского корпуса, корпусные части:

- 3-я кавалерийская дивизия.
- 5-я кавалерийская дивизия.
- 14-я кавалерийская дивизия.
- 24-я легкотанковая бригада.

- В резерве:

- 26-я легкотанковая бригада.

- 12-я армия

- Управление 49-го стрелкового корпуса, корпусные части:

- 23-я стрелковая дивизия.
- 62-я стрелковая дивизия.

- Управление 4-го кавалерийского корпуса, корпусные части:

- 32-я кавалерийская дивизия.
- 34-я кавалерийская дивизия.

- В резерве:

- 80-я стрелковая дивизия.
- 23-я легкотанковая бригада.

- Кавалерийская армейская группа

- Управление 5-го кавалерийского корпуса, корпусные части:

- 9-я кавалерийская дивизия.
- 16-я кавалерийская дивизия.

- Управление 25-го танкового корпуса, корпусные части:

- 4-я легкотанковая бригада.
- 5-я лёгкотанковая бригада.
- 1-я моторизованная стрелково-пулемётная бригада.

- Управление 13-го стрелкового корпуса, корпусные части:

- 58-я стрелковая дивизия.
- 72-я стрелковая дивизия.
- 146-я стрелковая дивизия.

- Управление 27-го стрелкового корпуса, корпусные части:

- 25-я стрелковая дивизия.
- 131-я стрелковая дивизия.
- 141-я стрелковая дивизия.

- Управление 36-го стрелкового корпуса, корпусные части:

- 135-я стрелковая дивизия.
- 169-я стрелковая дивизия.
- 176-я стрелковая дивизия.

- Управление 37-го стрелкового корпуса, корпусные части:

- 124-я стрелковая дивизия
- 130-я стрелковая дивизия.
- 187-я стрелковая дивизия.

- В резерве группы:

- 49-я легкотанковая бригада.
- 10-я тяжёлая танковая бригада.
- 14-я тяжёлая танковая бригада.
- 30-я стрелковая дивизия.

- 13-я армия — Одесская армейская группа:[3]

- Управление 35-го стрелкового корпуса, корпусные части:

- 95-я стрелковая дивизия.
- 15-я стрелковая дивизия.
- 51-я стрелковая дивизия.

- В резерве фронта:

- Управление 7-го стрелкового корпуса и корпусные части находились в г. Жмеринка. В Действующей армии они не состояли.,
- Управление 14-го стрелкового корпуса и корпусные части. В Действующей армии они не состояли.

На 11.10.1939 г.:
- 5-я армия (управление в г. Луцк)[4],[3]
- 6-я армия (управление в г. Львов)[3]
- 12-я армия (управление в г. Станиславов)[3]